# José Brás Pereira Gomes
José Brás Pereira Gomes (Itajubá, 1º de junho de 1894 — Rio de Janeiro, 27 de novembro de 1982) foi um político brasileiro. Exerceu o mandato de deputado federal constituinte por Minas Gerais em 1934.